# QAP
QAP Noticias fue un noticiero independiente colombiano que transmitió informaciones entre el 2 de enero de 1992 y el 31 de diciembre de 1997, en el horario de lunes a viernes a las 9:30 p. m. a 10:00 p. m., por el Canal A y producido por TV13 (Programadora que antes había participado en licitaciones de Inravisión a comienzos de la década de 1980).

## Historia
En 1991 las periodistas María Isabel Rueda y María Elvira Samper junto con los también periodistas Ignacio Greiffenstein y Darío Fernando Patiño como subdirectores tuvieron la idea de crear su propio noticiero y su propia sociedad de producción. A este proyecto se suman: el periodista Enrique Santos Calderón del periódico El Tiempo, el hombre de negocios Julio Andrés Camacho y el premio Nobel de literatura Gabriel García Márquez. Todos tienen en común objetivo la creación de un noticiero independiente en un país donde los medios de comunicación son tradicionalistas, conservadores y muy cercanos al gobierno.
QAP estuvo a la punta de las tecnologías de su época. Fue el primer noticiero colombiano en tener un equipo de transmisión por microondas y el primero en transmitir desde su propio estudio en Bogotá.
QAP salió del aire el 31 de diciembre de 1997, forzado por los cambios en la legislación colombiana de los medios de comunicación. Esta nueva ley dirigida específicamente a los noticieros al limitar la prórroga del contrato de difusión e imponer restricciones a la difusión de informaciones que traten sobre los miembros del gobierno, la policía, el ejército y la Iglesia católica colombiana. El contrato anterior permitía explotar un noticiero durante 6 años con la posibilidad de prolongar por 6 años el contrato. La independencia de QAP ha hecho que -según García Márquez- esta nueva ley se le aplique específicamente a QAP para sacarlo del aire y asegurarse que ya no transmita más. Al final, esta ley logró silenciar a estos periodistas y consiguió muchas restricciones para que el noticiero QAP ya no pueda transmitir. QAP decide entonces no presentar su candidatura a la televisión. Inés María Zabaraín fue la principal presentadora de QAP durante estos años. Por causa del cierre de QAP Noticias, las directivas de TV13 decidieron renunciar a sus espacios como programadora en el Canal A para 1998 (con 9,5 horas inicialmente adjudicadas), siendo Audiovisuales (programadora pública) la que tomara sus espacios. Gran parte de los archivos materiales del antiguo noticiero fueron cedidos a NTC Televisión.

## Relanzamiento como un portal de noticias
La marca de QAP fue vendida gracias a un grupo de periodistas procedentes de Barranquilla, relanzando como un sitio especializado de noticias para esta región del país. La marca se le conoce como Zona QAP, que incluye una emisora virtual.

## Presentadores, periodistas y reporteros
- Juan Carlos Arciniegas
- Paulo Laserna Phillips
- Adriana La Rotta
- Jorge Alfredo Vargas
- Inés María Zabaraín
- Ernesto McCausland †
- Paula Jaramillo
- Vicky Dávila
- Juan Carlos Ruíz †
- Gloria Congote †
- D'Arcy Quinn
- Leyla Ponce de León
- Maribel Osorio
- María Andrea Charry
- Gloria Tisnés
- Ilse Milena Borrero
- John Portela
- Héctor Fabio Cardona
- Clara Elvira Ospina
- Mariana Lloreda
- Carlos Antonio Vélez
- Clara Estrada
- Karl Troller
- Ana Cristina Bueno
- María Lucía Fernández
- Paola Turbay
- Mónica Hernández
- Laila Rodríguez
- Richard Freddy Muñoz
- Adriana Arboleda
- Victor Javier Solano
- Sergio Barbosa
- Silvia Martínez
- Mauricio Salcedo
- Iván Lalinde
- Elias Villamil
- Silvia María Hoyos
- Martha Lucía Ávila
- Amparo Leonor Jiménez Pallares †
- Vilma Tarazona
- Cesar Mauricio Velásquez
- Dario Fernando Patiño